# Henric de Carintia
Henric de Carintia (în germană Heinrich von Kärnten, în cehă Jindřich Korutanský; n.c. 1265 – d. 2 aprilie 1335, Tirol) membru al Casei de Gorizia (Meinhardin), a fost din 1307 până în 1310 rege al Boemiei și margraf al Moraviei și rege titular al Poloniei. Henric a fost din 1310 până la moartea sa ca Henric al VI-lea duce al Carintiei și Crainei și conte de Tirol.
După moartea sa, Carintia și Craina au trecut în stăpânirea familiei de Habsburg și așa au rămas aproape fără întrerupere până în 1918.

## Biografia
Henric a fost fiul ducelui Carintiei, Meinhard al II-lea de Gorizia-Tirol și al Elisabetei de Bavaria, fiica ducelui Otto al II-lea. După moartea tatălui său, el a preluat ca Henric al VI-lea domnia în Carintia și Tirol împreună cu frații săi. Henric a fost înfeudat ca recompensă pentru ajutorul dat cumnatului său, Albert I de Habsburg, în Bătălia de la Göllheim din 1298.

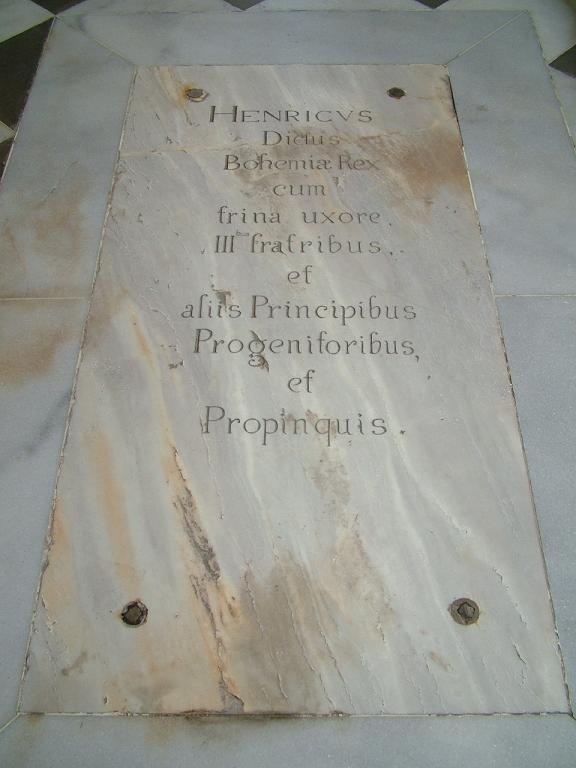
Mormântul lui Henric de Carintia

După uciderea lui Venceslau al III-lea (în 1306) și moartea fiului lui Albert I, Rudolf (în 1307), Henric de Carintia a fost ales rege al Boemiei pe 15 august 1307 (pe baza revendicării moștenirii soției sale, Anna, sora cea mai mare a regelui Venceslau al III-lea al Boemiei) deși familia de Habsburg s-a opus.
Henric s-a confruntat curând cu rezistența ce i s-a opus în Boemia, iar în 1309-1310 adversarii săi au apelat la regele romano-german Henric al VII-lea care în iulie 1310 i-a retras feuda lui Henric de Carintia. La sfârșitul lunii august 1310 fiul lui Henric al VII-lea, Ioan de Luxemburg, a devenit regele Boemiei. La sfârșitul anului, trupele aflate sub conducerea lui Ioan de Luxemburg au ocupat Boemia. Henric de Carintia a trebuit să părăsească Praga și în cele din urmă și Boemia.
Ca o compensație, Habsburgilor le-a fost cedată în 1311 regiunea Savinja (o regiune din actuala Slovenia) aflată lângă Stiria care le aparținea, iar Henric a reușit să elibereze zonele ocupate din Carintia. În ciuda eforturi sale, el nu a reușit să dobândească proprietățile diecezei Bamberg din Carintia, deoarece acestea fuseseră date ca gaj lui Henric al VII-lea. Totuși, Henric a reușit să respingă încercarea de a obține suveranitatea feudală a episcopilor de Trento și de Brixen (Bolzano) din Tirol.
În controversa pentru tronul romano-german dintre Frederic cel Frumos și Ludovic Bavarezul, Henric a reușit în 1325 să obțină o compensare. Ludovic și-a dat acordul în 1330 ca fiicele lui Henric să poată revendica feudele sale în calitate de moștenitoare. Cu toate acestea, printr-un tratat secret cu familia de Habsburg, Ludovic a revocat în același an acordul încheiat cu Henric. Prin urmare, Frederic cel Frumos a intrat în posesia ducatului Carintia după moartea lui Henric în 1335. Tirolul, a rămas însă în mâinile fiicei lui Henric, Margareta, potrivit acordului încheiat, după ce Stările Generale au decis în unanimitate să fie făcut acest pas.
Henric s-a căsătorit:

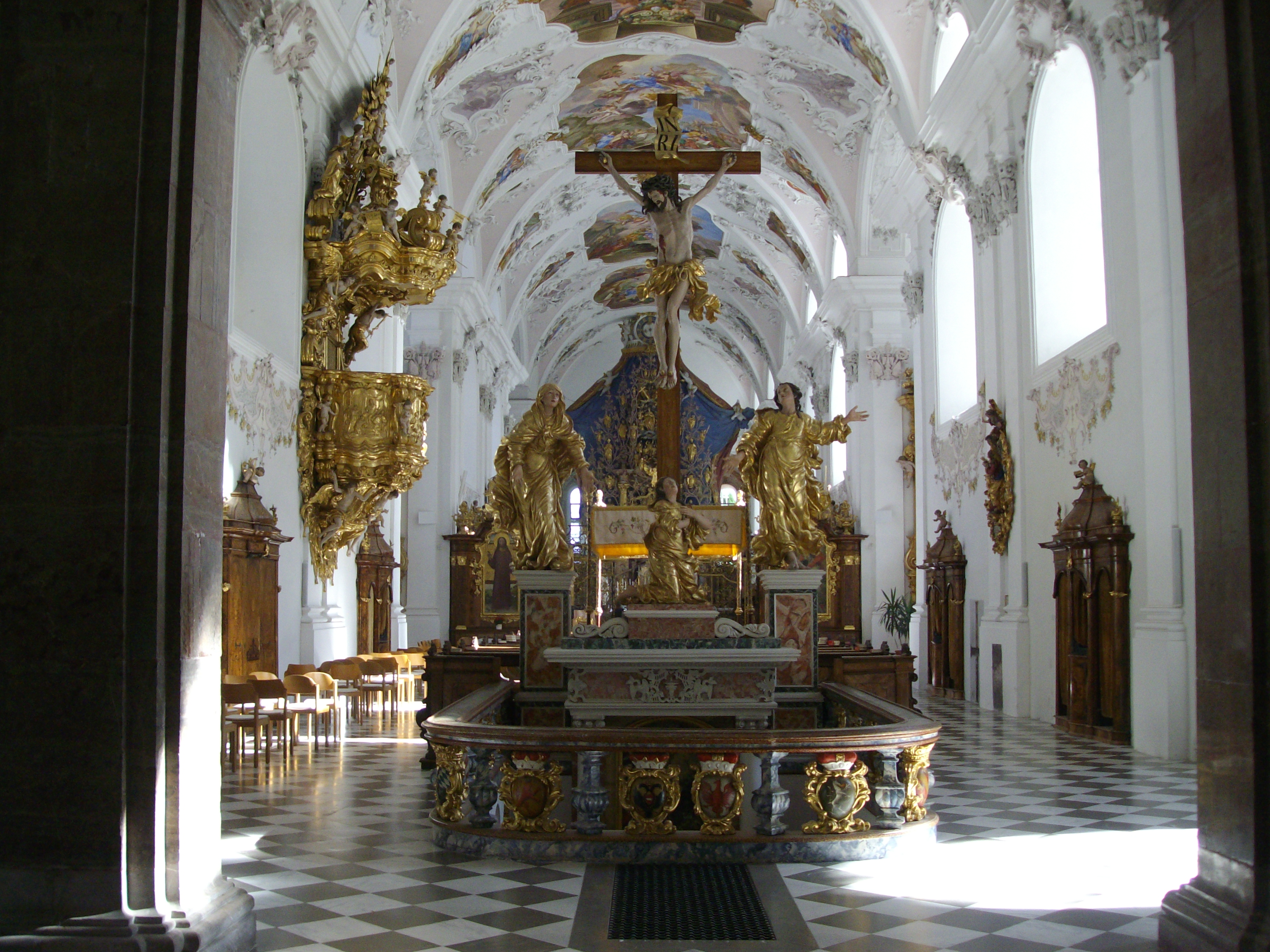
„Mormântul austriac” din Mănăstirea Stams (grup statuar realizat de Andreas Thamasch)

- în 1306 cu Anna Přemyslovna (1290–1313);
- în 1313 cu Adelaida de Braunschweig (1285–1324), fiică a ducelui Henric I de Brunswick-Grubenhagen;
- în 1327 cu Beatrice de Savoia (1310–1331), fiică a contelui Amadeus al V-lea de Savoia.

Din cea de-a doua căsătorie au rezultat doi copii:
- Adelaida (1317–1325);
- Margareta Maultasch (1318 –1369), contesă de Tirol din 1335 până în 1363.

Henric de Carintia a fost înmormântat în Mănăstirea Stams din Tirol, întemeiată de tatăl său, Meinhard al II-lea, unde o placă de mormânt din marmură albă și o statuie aurită amintesc de el.